# グッドスピード
株式会社グッドスピード（英: GOOD SPEED. CO., LTD.）は、愛知県名古屋市東区に本社を置く中古車販売店（自動車ディーラー）。宇佐美鉱油の子会社。

## 概要
2002（平成14）年に創業、2003（平成15）年2月に法人化。SUV（スポーツ用多目的車）や4WDに特化した中古車販売を東海地区で展開している。2019（平成31）年4月、東証マザーズに上場。
後述の不適切会計などにより業績が悪化していたことから、宇佐美鉱油は2024年3月1日に2段階に分けて株式公開買付けを行う事を発表。2024年5月24日に加藤久統代表取締役社長と株式会社Anelaを対象とした株式公開買付けが、同年7月24日にその他株主を対象とした株式公開買付けがそれぞれ成立。グッドスピードは同年8月23日に上場廃止となった後、同年8月27日に宇佐美鉱油の完全子会社となった。

## 沿革
- 2002年8月 - 愛知県春日井市で創業。
- 2003年2月 - 名古屋市守山区で有限会社グッドスピードを設立。
- 2006年7月 - 株式会社グッドスピードに組織変更。
- 2011年7月 - 車両品質管理・コーティング事業を目的に株式会社グッドサービス（子会社）を設立。
- 2012年4月 - 本社を名古屋市東区に移転。
- 2015年3月 - レンタカー事業を開始。
- 2017年7月 - 株式会社グッドサービスを吸収合併。
- 2019年
  - 4月 - 東京証券取引所マザーズ市場に上場。
  - 10月 - 株式会社ホクトーモータースを子会社化。
- 2021年3月 - ハーレーダビッドソン・ベスパの正規ディーラーである株式会社チャンピオン76を子会社化。
- 2024年
  - 5月24日 - 宇佐美鉱油が加藤久統代表取締役社長と株式会社Anelaを対象とした株式公開買付けが成立[13]。
  - 7月24日 - 宇佐美鉱油がその他株主を対象とした株式公開買付けが成立[14]。
  - 8月23日 - 東京証券取引所グロース市場上場廃止。
  - 8月27日 - 株式売渡請求により、宇佐美鉱油の完全子会社となる[1]。

## 不祥事

### 水増し請求
2023年に、一部の報道によって、グッドスピードが、事故車修理費用を水増しで請求していたことが、ビッグモーター以外の中古車販売の会社を対象にして、損害保険会社が以前の修理案件を精査する過程で判明し、損害保険会社はそのことをすでに金融庁に報告した。
この調査は、2023年7月20日に始めたもので、2023年8月23日には、取引先の損害保険会社から「過去の保険金の請求について調査協力を求められている」ことをグッドスピードが明らかにしたが、その詳細については「調査中」とした。その上で、「今後、新たに公表すべき内容が判明した場合には速やかに公表する」ともした。
取引先として、損害保険大手のあいおいニッセイ同和損害保険・損害保険ジャパン・三井住友海上火災保険・東京海上日動火災保険が挙げられていて、関係者の話では、この4社が行った内部調査で、グッドスピードにおいて、過去に行った保険金請求で「疑義のある案件」を発見したという。
2023年8月24日、グッドスピードが2023年4月以降、過去およそ4か月間の保険金の請求を自ら調べた結果、1051件のうち30件で「不適切な事案が見つかった」ことを発表し、その請求額の合計がおよそ63万円となったことを明らかにした。
具体的な手口としては、当初書かれてあった「作業指示書」にバンパー内部の塗装作業を実施するようにしていたにもかかわらず、その作業を行わず、その分の保険金を請求していたり、リアフェンダーを取り換える作業をする際にも、作業指示書で書かれていた作業を行わずに代金を請求していたという。中には、実際には行っていない作業を含め、保険金を算定して、代金を過大に見積もっていた事案もあったという。この理由について、グッドスピードでは、「作業後に保険金の算定を行うスタッフと作業を行うスタッフが別で、作業内容が変更になったにもかかわらず『確認作業の不足が発生していた』」と説明している。再発防止策として、「修理部分の写真を確認して請求額を確定する」ことを行っている。
2025年1月24日、金融庁は保険募集業務での管理態勢に重大な欠陥があったなどとして、グッドスピードに対し保険業法に基づく業務改善命令を出した。

### 不適切会計問題
2023年9月29日、グッドスピードが公表していた決算において、不適切な会計の処理の疑いがある監査法人から指摘があったということで、外部有識者から構成される調査委員会を設置することを、この日開いた取締役会で決めたことを発表した。
2023年10月6日に開いた取締役会において、外部有識者から構成される調査委員会の委員を選任したことを明らかにした。委員長：井上 寅喜（公認会計士）、委 員：高野 哲也（弁護士）、能勢 元（公認会計士・税理士）、後藤 幸男（公認会計士・税理士・公認情報システム監査人）の4名体制である。
この調査の対象期間について、グッドスピードは、「監査法人から調査委に伝えると言われており、詳細を把握できていない」とコメントしている。今後、調査委員会では、類似の案件や社内体制の不備にについて調査を進め、再発防止策を策定するという。
2024年3月、加藤久統社長に個人の住宅購入のための資金を融資する不適切な取引があったと発表した。融資は5件、計8500万円に上った。調査委員会の調査で判明し、グッドスピードが2023年9月までの6年間を調べていた。加藤社長への融資は法令上必要な取締役会の決議を得ていなかった。
グッドスピードは2024年3月29日、2021年9月期と2022年9月期の有価証券報告書の訂正報告書並びに2021年9月期第1四半期から2023年9月期第3四半期までの四半期報告書の訂正報告書、提出期限の延長承認を受けていた2023年9月期の有価証券報告書を東海財務局に提出したが、同日までに提出期限となっていた2024年9月期第1四半期報告書は同日までに提出が不可能となった。東京証券取引所は同日に、同年3月1日に宇佐美鉱油が実施する株式公開買付けに伴い指定した監理銘柄（確認中）の指定理由に、四半期報告書提出遅延を追加した他。不適切会計問題に関連して、改善報告書の徴求と上場契約違約金960万円を徴求する決定を下した。グッドスピードは同年4月9日に2024年9月期第1四半期報告書を提出した。

## 備考
- 2021年11月17日、大相撲の横綱・照ノ富士に三つ揃えの化粧廻しを贈呈したことを発表した[34]。